# مات فاولر (لاعب دوري الرغبي)
مات فاولر (بالإنجليزية: Matt Fuller)‏ هو لاعب دوري الرغبي أسترالي، ولد في 30 يناير 1971.